# 久保史緒里

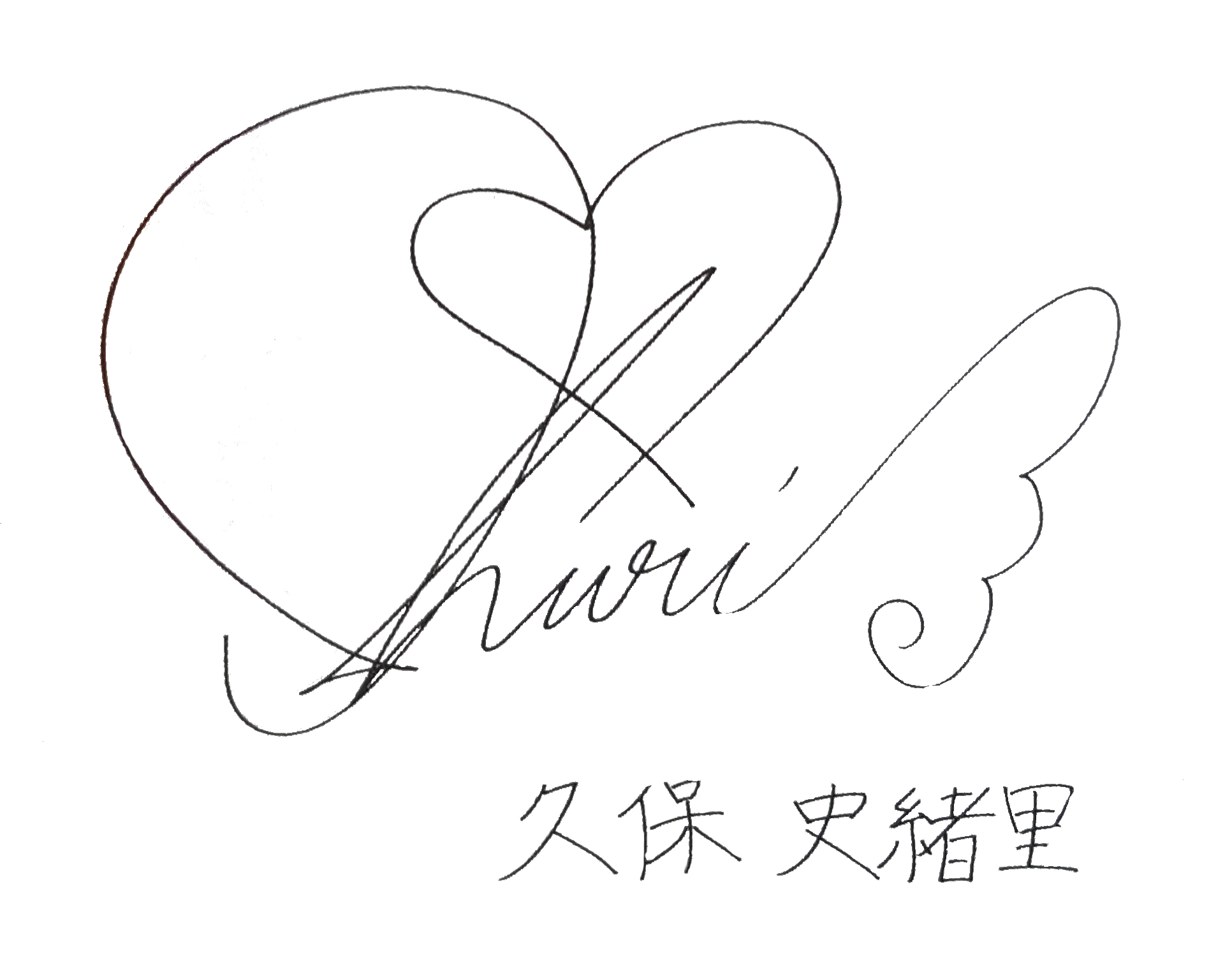
久保的簽名

久保史緒里（日语：／ Kubo Shiori */?，2001年7月14日—）是日本偶像藝人，為女子偶像團體乃木坂46成員，宮城縣仙台市出身。曾是時尚雜誌《Seventeen》專屬模特兒。2016年以乃木坂46三期生身分出道。

## 經歷
2001年7月14日，久保出生於宮城縣。在小學6年級的時候因被《來吧Shampoo！》的音樂錄影帶裡櫻井玲香的笑容所吸引，而開始喜歡乃木坂46。
2016年2月20日至22日，乃木坂46在《乃木坂46「46小時電視」》直播節目中公布招募三期生的消息，觀看直播的久保決定參加三期生徵選，並參與三期生的應徵講座。在決定加入乃木坂46後，久保打算觀看在宮城舉行的Under公演，但因與修學旅行的日期重疊，而改為觀看4月24日的山形公演。看完公演後的久保，更堅定其加入乃木坂46的想法，於是決定參加乃木坂46三期生的徵選。
2016年9月4日，久保通過乃木坂46三期生徵選，並自LINE LIVE播放的《乃木坂46 3期生決定特備節目》起開始乃木坂46成員的活動。與此同時，她亦獲得《星期五》、《週刊Playboy》、《EX大眾》和《別冊角川》的出版社協作特別企劃獎。12月10日，久保在日本武道館舉行的「乃木坂46三期生鑑定會」中首度在粉絲前亮相。12月19日，乃木坂46三期生部落格開設，由12名成員每人每天輪流發表一篇文章，久保的第一篇文章在12月23日發表。
2017年2月2日至12日，3期生舉行為期15場的《3人的主角》公演，久保曾在11場公演裡的第二幕出場。3月，從中學畢業。5月9日至14日，由3期生獨自擔綱的「乃木坂46三期生單獨LIVE」中，久保亦有參與全部8場演出。8月1日，久保在當天發售的時尚雜誌《Seventeen》9月號起獲起用為專屬模特兒，成為三期生中首位雜誌專屬模特兒。
2018年2月22日，久保在乃木坂46官方網站的個人部落格開通。3月12日播放的《乃木坂工事中》，久保在乃木坂46第二十首單曲《同步巧合》首次躋身選拔，並擔任福神。3月30日，在東京巨蛋舉行的日本職棒開幕戰（讀賣巨人對戰阪神虎）開始前，久保與櫻井玲香、白石麻衣、西野七瀨、生田繪梨花和山下美月一同合唱國歌。6月30日，因身體不適而缺席乃木坂46「盛夏的全國巡演2018」的所有場次、以及第21首單曲的活動，直至9月2日在宮城體育場舉行的「盛夏的全國巡演2018」最終場上復出。
2020年3月，從高中畢業。8月29日，在宮城球場舉行的東北樂天金鷲對埼玉西武獅的比賽中，首次擔任開球儀式的嘉賓。
2021年4月，久保擔任主演的電視劇《黑心理 她所傳授的禁忌心理術》開始播出，為個人首次主演電視劇。6月，久保擔任主演的舞台劇《春宵苦短，少女前進吧！》開始演出，為個人首次主演舞台劇。
2022年2月17日，接替畢業成員新內真衣，擔任日本放送的節目《乃木坂46的All Night Nippon》的第二代主持人。同日，開設個人Instagram帳號。11月11日，電影《再見晚上見》上映，久保在劇中飾演清純幽靈愛助，同時也是首次出演電影。
2023年1月8日，NHK大河劇《怎麼辦家康》開始播出，久保在劇中飾演嫁到德川家的信長女兒五德，同時也是首位乃木坂46在籍成員出演大河劇。2月19日播出的乃木坂46冠名節目《乃木坂工事中》公布乃木坂46第32張單曲《人們終將再度追夢》的選拔名單，久保和山下美月共同獲選為單曲的Center，這也是久保首次擔任單曲的Center。3月4日，於名古屋巨蛋舉行的日本棒球代表隊對中日龍的比賽（世界棒球經典賽前的熱身賽）中擔任開球儀式的投手，並參加比賽後的壯行儀式。3月9日，擔任日本放送的職棒轉播節目《日本放送SHOWUP NIGHTER》的初代官方應援經理。7月11日，發行個人第一本寫真集《交叉點》（交差点），於父母的家鄉宮城田代島和山形尾花澤市拍攝。以5.6萬本的銷量取得Oricon公信榜書籍週榜寫真集和綜合部門第1位。11月1日，宣布擔任於12月24、25日直播的日本放送大型特別節目《第49回廣播慈善音樂松》的主持人。
2024年3月1日發行的《Seventeen》2024年4月號，自擔任約六年半的雜誌專屬模特兒畢業。
2025年1月25日，舉行首次廣播活動「乃木坂46的All Night Nippon presents 久保史緒里的青春文化祭 in 橫濱體育館」。7月16日，宣布將出演NHK晨間劇《紅豆麵包》，久保成為坂道系列中唯一一位出演過NHK的大河劇、晨間劇和夜間劇的在籍成員。

## 人物
久保的暱稱是久保醬（くぼちゃん）和史醬（しーちゃん），其魅力點在於手掌。久保曾經有過一天吃五餐的事，但身材纖瘦。她是家中幼女，家中另有父母和一個比她大三歲的姊姊。
久保的長處在於追求某一種事情、認真且探究心重，而短處則為悲觀和杞人憂天。其座右銘是「我不會為自己設限！」（自分に限界をつくらない！）。在乃木坂46與久保同期的與田祐希指久保既努力又認真。

### 嗜好
久保喜歡吃全部種類的甜品、黃豆粉、奶汁烤豆腐、黃豆粉牛奶、豆奶、乳酪、雪糕和奶汁烤菜，但不喜歡吃茼蒿和刺身。她喜歡白色，而最喜歡的季節是冬天。久保喜歡的歌曲包括wacci的《大丈夫》、GReeeeN的《口哨》、辻亞彌乃的《幻化成風》和Chris Hart的《I love you》，而她喜歡的書籍包括《朋友出租屋》（ともだちや）和《你的朋友》，她喜歡的電影則為《跳躍吧！時空少女》和《孤星淚》，喜歡的時尚品牌則包括Earth music&ecology、Ank Rouge和GU，而最喜歡的詞語為「努力」。

### 興趣
久保的興趣是寫信。在加入乃木坂46之前，她已經對乃木坂46感興趣；成為乃木坂46成員後，她曾在多個場合表現出自己喜歡乃木坂46的一面。

### 特技
久保曾在小學1年級至中學3年級時當過啦啦隊隊員。久保亦懂吹奏長號，並會將鉛筆堆疊於人中處的特技，在小學3年級至中學3年級間，久保亦曾是東北樂天金鷲啦啦隊的隊員。

### 乃木坂46
久保在乃木坂46最憧憬的成員是衛藤美彩；她喜歡的乃木坂46歌曲包括《第幾次的藍天？》、《太陽敲敲門》和《再見的意義》，她亦喜歡《Girls' Rule》、《浪漫的開始》和《慢慢恢復中》的音樂錄影帶。
久保將來的夢想是成為乃木坂46中不可或缺的一員，並以乃木坂46內的前輩作為目標。

## 音樂作品
- 標註「★」符號表示該首歌曲有拍攝MV。

### 單曲
乃木坂46
|      | 發行日期       | 單曲名稱              | 參與歌曲名稱                         | MV | 備註                     |
| ---- | -------------- | --------------------- | ------------------------------------ | -- | ------------------------ |
| 17th | 2017年03月22日 | 大影響家              | 第三陣風                             | ★  | 出道作品                 |
| 18th | 2017年08月09日 | 蜃景                  | 未來的答案                           | ★  | 與山下美月共同擔任Center |
| 19th | 2017年10月11日 | 及時行事              | 失眠症                               |    | 與山下美月共同擔任Center |
| 19th | 2017年10月11日 | 及時行事              | 我的衝動                             | ★  |                          |
| 19th | 2017年10月11日 | 及時行事              | 新的花粉～來自音樂劇「未知的世界」～ |    | 與生田繪梨花合唱         |
| 20th | 2018年04月25日 | 同步巧合              | 同步巧合                             | ★  | 十四福神                 |
| 20th | 2018年04月25日 | 同步巧合              | 心動不已                             | ★  |                          |
| 20th | 2018年04月25日 | 同步巧合              | 言靈砲                               |    | 妹坂                     |
| 22nd | 2018年11月14日 | 想繞遠路回家          | 日常                                 | ★  |                          |
| 22nd | 2018年11月14日 | 想繞遠路回家          | 不成眠的商隊                         | ★  |                          |
| 23rd | 2019年05月23日 | Sing Out!             | Sing Out!                            | ★  | 十四福神                 |
| 23rd | 2019年05月23日 | Sing Out!             | 平行線                               |    |                          |
| 24th | 2019年09月04日 | 黎明來臨前無須逞強    | 黎明來臨前無須逞強                   | ★  | 選拔                     |
| 24th | 2019年09月04日 | 黎明來臨前無須逞強    | 你，認識我嗎？                       |    |                          |
| 24th | 2019年09月04日 | 黎明來臨前無須逞強    | 我的信念                             |    |                          |
| 25th | 2020年03月25日 | 幸福的保護色          | 幸福的保護色                         | ★  | 選拔                     |
| 25th | 2020年03月25日 | 幸福的保護色          | 每天都是Brand new day                | ★  | Center                   |
| 25th | 2020年03月25日 | 幸福的保護色          | 再見 stay with me                    |    |                          |
| 26th | 2021年01月27日 | 我會喜歡上自己的      | 我會喜歡上自己的                     | ★  | 十一福神                 |
| 26th | 2021年01月27日 | 我會喜歡上自己的      | 有明天的理由                         |    |                          |
| 26th | 2021年01月27日 | 我會喜歡上自己的      | Wilderness world                     | ★  |                          |
| 27th | 2021年06月09日 | 對不起Fingers crossed | 對不起Fingers crossed                | ★  | 十二福神                 |
| 27th | 2021年06月09日 | 對不起Fingers crossed | 一切都是一場夢                       | ★  |                          |
| 27th | 2021年06月09日 | 對不起Fingers crossed | 不受大人們的指示                     |    |                          |
| 28th | 2021年09月22日 | 被你罵了              | 被你罵了                             | ★  | 十二福神                 |
| 28th | 2021年09月22日 | 被你罵了              | 如果只是溫柔                         |    |                          |
| 28th | 2021年09月22日 | 被你罵了              | 渾身是泥                             | ★  | 與山下美月共同擔任Center |
| 28th | 2021年09月22日 | 被你罵了              | 熟悉的陌生人                         |    |                          |
| 29th | 2022年03月23日 | Actually…             | Actually…                            | ★  | 十福神                   |
| 29th | 2022年03月23日 | Actually…             | 有價值的東西                         | ★  | 新・華之2001年組 Center  |
| 29th | 2022年03月23日 | Actually…             | 過度解讀                             |    |                          |
| 29th | 2022年03月23日 | Actually…             | 喜歡上了                             |    |                          |
| 30th | 2022年08月31日 | 喜歡是件搖滾的事！    | 喜歡是件搖滾的事！                   | ★  | 十一福神                 |
| 30th | 2022年08月31日 | 喜歡是件搖滾的事！    | 朝著我拍手的方向                     | ★  | Center                   |
| 30th | 2022年08月31日 | 喜歡是件搖滾的事！    | 百香果的吃法                         |    |                          |
| 31st | 2022年12月07日 | 不存在於此的事物      | 不存在於此的事物                     | ★  | 十一福神                 |
| 31st | 2022年12月07日 | 不存在於此的事物      | 甜蜜的證據                           |    |                          |
| 32nd | 2023年03月29日 | 人們終將再度追夢      | 人們終將再度追夢                     | ★  | 與山下美月共同擔任Center |
| 32nd | 2023年03月29日 | 人們終將再度追夢      | 我們的道別                           | ★  |                          |
| 32nd | 2023年03月29日 | 人們終將再度追夢      | Never say never                      |    | 乃木坂野球部             |
| 33rd | 2023年08月23日 | 獨自一人的天堂        | 獨自一人的天堂                       | ★  | 十一福神                 |
| 33rd | 2023年08月23日 | 獨自一人的天堂        | 某人的肩膀                           |    |                          |
| 34th | 2023年12月06日 | Monopoly              | Monopoly                             | ★  | 十一福神                 |
| 34th | 2023年12月06日 | Monopoly              | 牧羊人啊                             |    |                          |
| 35th | 2024年04月10日 | 機會平等              | 機會平等                             | ★  | 十一福神                 |
| 36th | 2024年8月21日  | 放縱日                | 放縱日                               | ★  | 十一福神                 |
| 37th | 2024年12月11日 | 步道橋                | 步道橋                               | ★  | 十一福神                 |
| 37th | 2024年12月11日 | 步道橋                | 落雪之日再相見                       |    |                          |
| 38th | 2025年3月26日  | 臍橙                  | 臍橙                                 | ★  | 十一福神                 |
| 38th | 2025年3月26日  | 臍橙                  | 懷念之情的前方                       | ★  |                          |
| 39th | 2025年7月30日  | Same numbers          | Same numbers                         | ★  | 九福神                   |
| 39th | 2025年7月30日  | Same numbers          | 盛夏日啊                             |    |                          |

1. ↑  站位依據官方MV及演唱會正式呈現為參考依據。
2. ↑  根據單曲CD内附歌詞本，小分隊名稱。

其他
| 發行日期                                    | 單曲名稱       | 參與歌曲名稱 | MV | 備註         |
| ------------------------------------------- | -------------- | ------------ | -- | ------------ |
| 2018年3月14日                               | Ja-Ba-Ja       | 無國境時代   | ★  | 坂道AKB      |
| 2019年3月13日                               | 回憶上心頭DAYS | 初戀之門     | ★  | 坂道AKB      |
| 2020年6月17日（日本） 2020年6月24日（海外） | 世界中的鄰居啊 | —            | ★  | 下載限定歌曲 |
| 2020年7月24日                               | Route 246      | —            | ★  | 下載限定歌曲 |

### 專輯
乃木坂46
|        | 發行日期       | 專輯名稱         | 參與歌曲名稱     | 備註   |
| ------ | -------------- | ---------------- | ---------------- | ------ |
| 3rd    | 2017年5月24日  | 最初的夢想       | 回憶優先         |        |
| 3rd    | 2017年5月24日  | 最初的夢想       | 指定溫度         |        |
| 4th    | 2019年4月17日  | 直到此刻化成回憶 | 毫無特色的戀愛   |        |
| 4th    | 2019年4月17日  | 直到此刻化成回憶 | 即刻〜殘美傳説〜 |        |
| 精選輯 | 2021年12月15日 | Time flies       | 最後的Tight Hug  | 主打曲 |
| 精選輯 | 2021年12月15日 | Time flies       | Hard to say      |        |

其他
| 發行日期       | 專輯名稱                                    | 參與歌曲名稱 | MV | 備註       |
| -------------- | ------------------------------------------- | ------------ | -- | ---------- |
| 2023年12月20日 | YUMING萬歲!!                                | 想要守護你   |    | 松任谷由實 |
| 2024年5月15日  | TM NETWORK TRIBUTE ALBUM -40th CELEBRATION- | BE TOGETHER  |    | TM NETWORK |

## 演出

### 电视劇
- 殘美（2019年1月24日－3月28日，日本電視台）：飾演 花村穗花[69][70]
- 乃木坂電影院～STORY of 46～ 第9集 《脆弱性》（2020年2月19日，FOD ／2020年3月18日，富士電視台）：飾演 美西亞（單篇主演）[71][72]
- 黑心理 她所傳授的禁忌心理術（2021年4月24日－6月11日，關西電視台）：飾演 黑之崎（主演）[73]
- 夏日时光機不見了「少女、凛然。 」（2021年10月9日，富士電視台）：飾演 （主演）[74][75][76]
- NHK大河劇 怎麼辦家康 第17集－第25集（2023年5月7日－7月2日，NHK）：飾演 五德[77][78]
- 聽我的電波吧 第7集（2023年6月2日，朝日電視台）- 開頭旁白[79]
- 落日（2023年9月10日－10月1日，WOWOW）：飾演 立石沙良[80]
- 被未來的我重重一擊！？（2024年10月7日－11月28日，NHK綜合台）：飾演 筒井凜[81]
- 怪物（2025年7月6日－，WOWOW）：飾演 柳美緒[82]
- NHK晨間劇 紅豆麵包（2025年，NHK）：飾演 白鳥玉惠[83]

### 電影
- 再見晚上見（2022年11月11日，PARCO）：飾演 愛助（主演）[84]
- River，不要再流逝了（2023年6月23日，Tollywood）：飾演 冰雨[85]
- 偵探真理子人生最慘的一天（2023年6月30日，東映）：飾演 絢香[86][87]
- 緊緊相擁（2025年2月7日，HIAN/Arc Entertainment）：飾演 桐本月菜（主演）[88][註 4]
- 睡覺的笨蛋（2025年3月20日，波麗佳音）：飾演 入巢柚実（主演）[89][註 5]

### 電視節目
- LOVE it!（日语：ラヴィット!）（2022年1月10日－3月28日，TBS）- 月值常規出演／週一[90]

### 網絡劇
- 鹽介與甘實-做好蕎麥麵之前是偵探-（2022年7月15日－9月16日，Paravi）：飾演 甘露果也實[91]

### 舞台劇
- 三姊妹（俄语：Три сестры）（2018年1月17日－2月4日，博品館劇場（日语：博品館劇場））：飾演 伊琳娜[92][93][註 6]
- 舞台「殘美」（2018年11月16日－25日，東京巨蛋城表演廳）：飾演 鳴沢摩耶（TEAM BLUE）[95]
- 乃木坂46版音樂劇 美少女戰士 2019（2019年10月10日－14日，日本：東京巨蛋城表演廳／11月22日－24日，中国：美王其大戲院）：飾演 月野兔／水手月亮[96]
- 春宵苦短，少女前進吧！（2021年6月6日－22日，東京：新國立劇場 中劇場／6月26日－27日，大阪：COOL JAPAN PARK OSAKA WW會館）：飾演 黑髮的少女（女主角）[32][97]
- All Night Nippon 55周年記念公演「我還記得那個夜晚」（2022年3月20日－27日，線上劇場「ZA」）[98]
- PARCO PRODUCE 2022 舞台「櫻文」（2022年9月5日－25日，東京：PARCO劇場／10月1日－2日，大阪：COOL JAPAN PARK OSAKA WW會館／10月5日，愛知：名古屋文理大學文化論壇／10月8日，長野：Santomyuze 上田市交流文化藝術中心）：飾演 櫻雅花魁／笹沖雅沙子（主演）[99]
- 井上歌舞伎「天號星」（2023年9月14日－10月21日，東京：THEATER MILANO-Za／11月1日－20日，大阪：COOL JAPAN PARK OSAKA WW會館）：飾演 降神的美咲[100][101]

### 廣播劇
- 監督員史緒奈不會坐下～什麼是愛？～（2023年3月1日－4月19日，日本放送）：飾演 史緒奈（主演）[102][103]

### 電台節目
- 乃木坂46的All Night Nippon（2022年2月17日－，日本放送）- 主要主持人[104]
- 第49回廣播慈善音樂松（日语：ラジオ・チャリティー・ミュージックソン）（2023年12月24日、25日，日本放送）- 主持人[105]

### 電視廣告
- 宮城、仙台旅遊指南（宮城・仙台旅しおり，菓匠三全（日语：菓匠三全））[106]
  - 仙台城、松島篇（2017年12月16日－）[106]
  - 仙台市內、大河原町篇（2017年12月16日－）[106]
- RAXUS
  - 忍者CODE（2023年10月7日－）[107][108]
  - 侍Japan應援CM（2023年11月1日－）[109]
- 仙建工業[110]
  - 災害修復篇（2024年2月21日－）[110]
  - 鐵路魂篇（2024年2月21日－）[110]
  - 地域的願景篇（2024年2月21日－）[110]
- 日本麥當勞 辣味麥克雞塊「應援還有意義嗎?」篇（2024年6月4日－）- 與岡田准一共演[111][112]

### 網路節目
- 宮城、仙台旅遊指南（宮城・仙台旅しおり，菓匠三全）[106]
  - 精華版（2017年8月1日－）[106]
  - 仙台城篇（創業70週年紀念網上影片）（2017年8月8日—）[113]
  - 松島篇（2017年9月1日－）[106]
  - 仙台市內篇（2017年10月2日－）[106]
  - 仙台站、仙台機場篇（2017年11月1日－）[106]
  - 大河原町篇（2017年12月1日－）[106]
  - 番外篇（2018年1月4日—）[106]
  - 2018年精華版（2018年7月10日－）[106]
  - 一目千本櫻篇（2018年7月17日－）[106]
  - 樂天金鷲篇（2018年7月31日－）[106]
  - 樂天金鷲特別篇（2018年8月7日－）[114]
  - 藏王篇（2018年8月7日－）[115]
  - 仙台「大崎八幡宮」篇（2018年11月27日－）[116]
  - 松島「瑞巖寺」篇（2018年12月6日－）[117]
  - 仙台「瑞鳳殿」伊達武將隊 特別篇（2018年12月14日－）[118]
  - 松島「奧之細道」特別篇（2018年12月25日－）[119]
  - 2019年精華版（2019年7月23日－）[120]
  - 仙台休閒篇（2019年8月1日－）[121]
  - 石卷篇（2019年8月16日－）[122]
  - 石卷特別篇（2019年8月29日－）[123]
  - 多賀城篇（2019年9月12日－）[124]
  - 2019精華版 秋（2019年12月3日－）[125]
  - 鳴子 紅葉篇（2019年12月12日－）[126]
  - 岩出山 有備館篇（2019年12月26日－）[127]
  - 仙台 廣瀨川篇（2020年1月9日－）[128]
  - 仙台 海洋森林篇（2020年1月23日－）[129]
  - 未公開篇vol.1（2020年2月6日－）[130]
  - 未公開篇vol.2（2020年2月20日－）[131]
  - 演播室篇 vol.1（2020年12月23日－）- 與和田真彩共演[132]
  - 演播室篇 vol.2（2021年1月28日－）- 與向井葉月共演[133]
  - 2021 精華 夏季篇（2021年8月13日）[134]
  - 再訪仙台城篇（2021年8月27日）[135]
  - 藍色衝擊篇（2021年9月17日）[136]
  - 東松島 野蒜 篇（2021年10月15日）[137]
  - 2021 精華 秋季篇（2021年11月18日）[138]
  - 奥松島篇（2021年12月3日）[139]
  - 利府篇（2021年12月23日）[140]
  - 秋保篇（2022年1月7日）[141]
  - 2022 精華 夏季篇（2022年8月3日）[142]
  - SUGO〈菅生〉 篇（2022年8月17日）[143]
  - 丸森・阿武隈 篇（2022年9月1日）[144]
  - 角田・JAXA 篇（2022年9月14日）[145]
  - 2022 精華 秋季篇（2022年12月21日）[146]
  - 曝曬喜飴 特別篇（2023年1月11日）[147]
  - 亘理町 篇（2023年1月25日）[148]
  - 白石和紙 篇（2023年2月15日）[149]
  - 再訪白石城 篇（2023年3月1日）[150]
  - 2023 精華 春季篇（2023年7月19日）[151]
  - 伊達政宗公騎馬像復原篇（2023年7月26日）[152]
  - 船岡城址 篇（2023年8月2日）[153]
  - 樂天金鷲2023篇（2023年8月9日）[154]
  - 樂天金鷲棒球學校 特別篇（2023年8月16日）[155]
  - 萩之調 特別篇（2024年1月15日）[156]
  - 宮城明治村 登米 前篇（2024年1月31日）[157]
  - 宮城明治村 登米 後篇（2024年2月14日）[158]
  - 涌谷 篇（2024年2月28日）[159]
  - 伊豆沼・内沼 篇（2024年3月13日）[160]
  - 2024 精華 夏季篇（2024年8月7日）[161]
  - 作並溫泉 篇（2024年8月14日）[162]
  - 定義篇（2024年9月11日）[163]
  - 宮城藏王 前篇（2024年9月25日）[164]
  - 宮城藏王 後篇（2024年10月9日）[165]
  - 2024 精華 秋冬篇（2025年1月29日）[166]
  - 氣仙沼 前篇（2025年2月5日）[167]
  - 氣仙沼 後篇（2025年2月14日）[168]
  - 女川 篇（2025年3月5日）[169]
- 乃木坂46久保史緒里的乃木坂上坡（2019年1月31日－2023年2月9日，LINE LIVE）[170]
- 「我們尋找著歸宿」久保史緒里篇（2021年2月15日，Hulu）[171]
- 東北樂天金鷲隊球團歌曲《展翅高飛吧 樂天金鷲》20週年特別版（2024年，球團官方YouTube頻道）[註 7]

### 活動
- Seventeen夏日學園祭（Seventeen 夏の学園祭）
  - （2017年8月24日，橫濱國際平和會議場國立大廳）[173]
  - （2018年8月23日，橫濱國際平和會議場國立大廳）[174]
  - （2019年8月22日，橫濱國際平和會議場國立大廳）[175]
  - （2023年8月23日，東京巨蛋城 PRISM HALL（日语：プリズムホール））[176]
- GirlsAward
  - Rakuten GirlsAward 2017 AUTUMN／WINTER（2017年9月16日，幕張展覽館）[177]
  - GirlsAward 2018 SPRING／SUMMER（2018年5月19日，幕張展覽館）[178]
  - Rakuten GirlsAward 2019 SPRING／SUMMER（2019年5月18日，幕張展覽館）[179]
  - GirlsAward 2019 AUTUMN／WINTER（2019年9月28日，幕張展覽館）[180]
- 日本東北遊樂日 2018 我愛你♡♥東北（2018年12月14日、15日，台北市 華山1914文化創意產業園區）[181]
- 東京女孩展演
  - SDGs 推進 TGC 靜岡 2019 by TOKYO GIRLS COLLECTION（2019年1月12日，Twin Messe靜岡）[182]
  - 第30回 TOKYO GIRLS COLLECTION 2020 SPRING／SUMMER（2020年2月29日，國立代代木競技場第一体育館）[183]
  - 第33回 Mynavi Tokyo Girls Collection 2021 AUTUMN／WINTER（2021年9月4日，埼玉超級競技場）[184]
  - 第34回 Mynavi Tokyo Girls Collection 2022 SPRING／SUMMER（2022年3月21日，國立代代木競技場第一体育館）[185]
- 乃木坂46的All Night Nippon presents 久保史緒里的青春文化祭 in 橫濱體育館（2025年1月25日，橫濱體育館）[50]
- 第27回上海國際電影節[186]
  - 舞台問候（2025年6月14日，大光明電影院 Grand Theatre）[註 8]
  - 開幕典禮（2025年6月15日，上海和平影都）

#### 開球儀式
- 東北樂天金鷲對埼玉西武獅 第13戰（2020年8月29日，樂天生命Park宮城）[187]
- 【日本生命 央聯×太平洋聯盟交流賽】東北樂天金鷲對橫濱DeNA灣星 第3戰（2021年5月30日，樂天生命Park宮城）[188]
- 【Carnext 侍JAPAN系列賽2023 名古屋】中日龍對日本棒球代表隊（2023年3月4日，名古屋巨蛋）[189][190]
- 東北樂天金鷲對北海道日本火腿鬥士 第6戰（2023年4月23日，樂天行動公園宮城）※開球儀式[191]
- 【日本生命 央聯×太平洋聯盟交流賽】東北樂天金鷲對廣島東洋鯉魚 第2戰（2024年6月15日，樂天行動Park宮城）[192]
- 東北樂天金鷲對千葉羅德海洋 第6戰（2025年4月20日，樂天行動Park宮城）※開球儀式[193]

## 書籍

### 寫真集
- 交叉點（交差点；2023年7月11日，集英社）[194][195]

### 雜誌連載
- Seventeen（2017年8月1日－2024年3月1日，集英社）- 專屬模特兒[65]

## 備註
1. ↑  久保一直對演藝界感興趣，並曾參加櫸坂46一期生的徵選[11]。
2. ↑  在徵選時久保沒有提及其魅力點，她表示因為那時手掌仍不是其魅力點[55]。
3. ↑  對比起和菓子和洋菓子，她較喜歡和菓子[10]。
4. ↑  與三山凌輝雙主演。
5. ↑  與平祐奈雙主演。
6. ↑  2018年5月13日於CS的《TBS頻道1 最新戲劇·音樂·電影》節目中播出[94]。
7. ↑  ※在球團主辦比賽時，也會在球場的大螢幕上播放[172]。
8. ↑  在作品《睡覺的笨蛋》放映後舉行[186]。

## 外部連結
- 乃木坂46個人介紹頁 （日語）
- 久保史緒里 官方部落格 （页面存档备份，存于） - 乃木坂46官方網站（2018年2月22日－）（日語）
- 久保史緒里的Instagram帳戶（2022年2月17日－）（日語）
- 乃木坂46久保史緒里1st写真集【公式】的X（前Twitter）（2023年5月11日－）（日語）
- 久保 史緒里（乃木坂46）的SHOWROOM專頁（日語）